# KEK Sivry

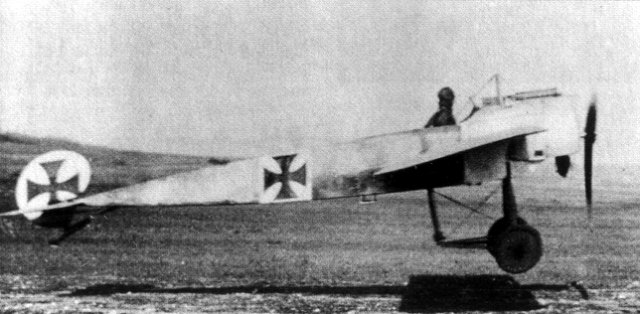
Fokker E.III – samolot będący na wyposażeniu KEK Sivry w 1916 roku

Kampfeinsitzerkommando Sivry – KEK Sivry – jednostka lotnictwa niemieckiego Luftstreitkräfte z okresu I wojny światowej.

## Informacje ogólne
Jednostka została utworzona z pilotów jednostek Feldflieger Abteilung 25 w Sivry-sur-Meuse, w końcu 1915 roku w jednym z pierwszych etapów reorganizacji lotnictwa. Składała się z kilku jednomiejscowych uzbrojonych samolotów Fokker E.III, a następnie w Fokker E.IV. 25 sierpnia 1916 roku w kolejnym etapie reorganizacji lotnictwa niemieckiego na bazie tej jednostki utworzono eskadrę myśliwską Jasta 6.
W KEK Sivry służyli między innymi: Friedrich Mallinckrodt, Oswald Boelcke, Werner Notzke, Oswald Boelcke, Ernst Hess, Ernst von Althaus, Hellmuth Volkmann.
Głównymi samolotami używanymi przez pilotów KEK Nord były Fokker E.III, Fokker D.III.

## Dowódcy Eskadry
| Stopień | Nazwisko       | Okres                   |
| ------- | -------------- | ----------------------- |
|         | Oswald Boelcke | 11.03.1916 – 27.06.1916 |